# Fanorona

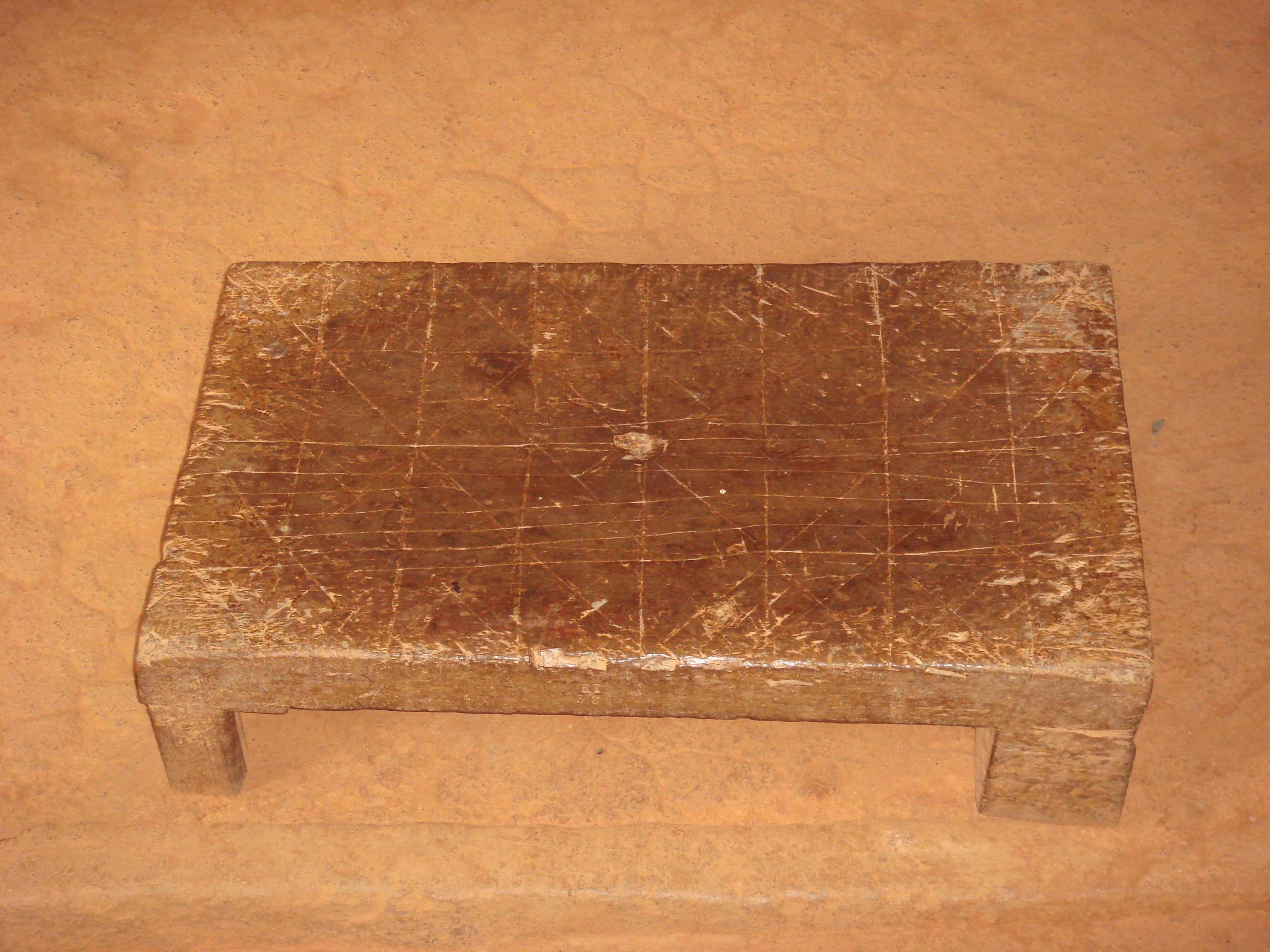
Fanorona-speelbord

Fanorona is een strategisch bordspel van Malagassisch origine voor twee spelers. 

## Geschiedenis
Toen Arabieren zich vestigden aan de kust van Madagaskar, introduceerden zij het bordspel Alquerque. Het spel werd zeer populair onder de Malagassiërs. In 1680 werd het speelbord verdubbeld en de spelregels voor het slaan van de stenen veranderd. Dit nieuwe spel kreeg vervolgens de naam fanorona en er werden ook profetische gaven aan toegeschreven. Toen de Fransen in 1895 Antananarivo belegerden, vertrouwde koningin Ranavalona III meer op de uitslag van een spelletje fanorona met haar adviseurs dan op haar leger.

## Het bord
Het bord wordt in Madagaskar meestal op een houten plank, een platte steen of in het zand gekerfd, waarbij gekleurde stenen als speelstukken worden gebruikt. Het speelbord heeft een raster met vijf rijen en negen kolommen. Naast deze standaardversie, Fanoron-Tsivy geheten, kent het spel twee eenvoudigere varianten: Fanoron-Dimy, met een speelbord van vijf bij vijf en Fanoron-Telo, met een speelbord van drie bij drie. De kruispunten op deze rijen en kolommen zijn niet alleen horizontaal en verticaal met lijnen verbonden, maar soms ook diagonaal. Deze lijnen vertegenwoordigen de richtingen waarin de speelstukken mogen verplaatst worden (zie figuur 1).
|                     |  |                        |
| Figuur 1: Leeg bord |  | Figuur 2: Startpositie |

## Spelregels

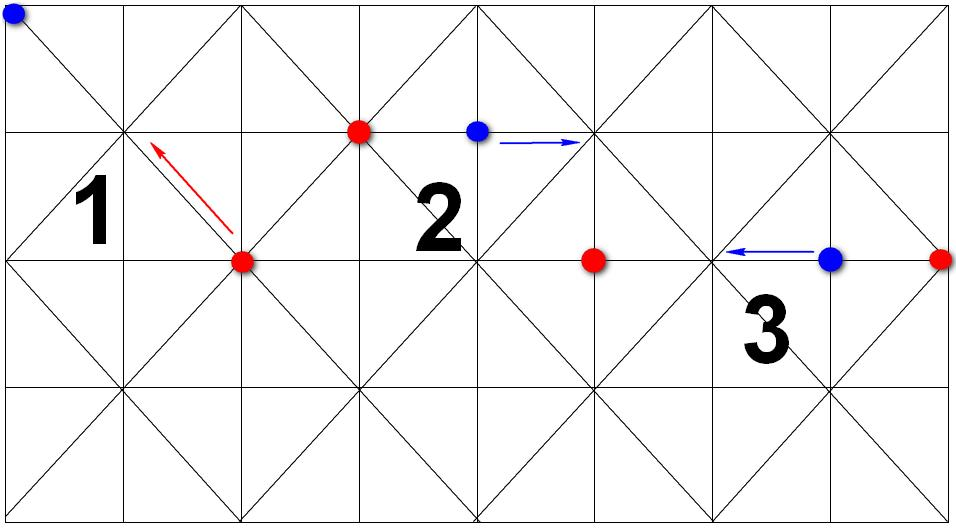
Figuur 3
----
1. Een nadering;
2. Een terugtrekking;
3. Hier kan door dezelfde beweging voor een nadering of een terugtrekking gekozen worden. Bij de volgende zet mag het andere speelstuk van de tegenstander niet worden geslagen omdat het speelstuk van de speler hierdoor terugkomt op zijn vorige positie.

Elke speler krijgt elk 22 speelstukken; gekozen kan worden uit wit of zwart. De stenen worden op de kruispunten gerangschikt, op het middelste kruispunt na (zie figuur 2). Het doel is om als eerste alle stukken van de tegenstander te slaan.
- Elke speler mag om de beurt één zet doen, wit begint.
- Een stuk mag naar elk aangrenzend kruispunt (kruising van verschillende lijnen) op het speelbord worden verplaatst. Hierbij worden twee verschillende zetten onderscheiden:

1. Een paika, een zet waarbij geen stuk wordt geslagen. Het speelstuk wordt via een lijn naar een aangrenzend kruispunt gespeeld;
2. Een slag, waarbij een steen van de tegenstander wordt geslagen. Dit kan op twee manieren:
  - Een nadering: het speelstuk wordt in de richting van het speelstuk van de tegenstander verplaatst. Dit speelstuk moet dus in het verlengde van de beweging liggen (zie punt 1 bij figuur 3);
  - Een terugtrekking: het speelstuk wordt van het speelstuk van de tegenstander vandaan geplaatst. Dit is dus een tegenovergestelde beweging van een nadering (zie punt 2 bij figuur 3).

- Speelstukken van de tegenstander direct achter het geslagen stuk worden ook ingenomen. Geslagen speelstukken worden niet terug op het speelveld geplaatst.
- Na elke slag mag de speler nog een zet doen, maar twee richtingen zijn hierbij niet toegestaan:
  1. Het speelstuk mag niet worden teruggeplaatst naar zijn oude positie (zie punt 3 bij figuur 3);
  2. Het speelstuk mag niet in dezelfde richting worden verplaatst als van de vorige zet.
- Wanneer een speelstuk direct grenst aan die van de tegenstander, is dit een blokkade.
- Het spel eindigt wanneer een speler alle 22 speelstukken van de tegenstander heeft geslagen. Wanneer dit beide spelers niet lukt, is de uitslag gelijk.